# Ритіс Паулаускас
Рітіс Паулаускас (лит. Rytis Paulauskas; 24 травня 1969, Вільнюс) — литовський актор, юрист та дипломат. Надзвичайний і Повноважний Посол. Постійний представник Литви при Організації Об'єднаних Націй (з 2021).

## Життєпис
Народився 24 травня 1969 року у Вільнюсі. У 1992 році закінчив Вільнюський університет, юридичний факультет. Школа права та дипломатії імені Флетчера Університету Тафтса (США) (2000—2001), магістр мистецтв.
У 1991—1993 рр. — аташе відділу міжнародних організацій МЗС Литви.
У 1993—1994 рр. — начальник відділу міжнародних організацій МЗС Литви.
У 1994—1995 рр. — працював першим секретарем, заступником постійного представника постійного представництва Литви при Раді Європи.
У 1995—1996 рр. — консультант постійного представництва Литви при ООН.
У 1996—1999 рр. — заступник постійного представника, юрисконсульт місії.
У 1999—2000 рр. — начальник Управління політики безпеки Міністерства закордонних справ Литви.
У 2001—2003 рр. — директор Департаменту багатосторонніх зв'язків МЗС Литви, згодом — Департамент політики безпеки.
У 2003—2008 рр. — постійний представник Литви при відділенні ООН та інших міжнародних організаціях у Відні.
У 2008—2010 рр. — посол з особливих доручень МЗС Литви.
У 2010—2012 рр. — директор Департаменту головування в ОБСЄ.
У 2012—2016 рр. — Постійний представник при Відділенні Організації Об'єднаних Націй та інших міжнародних організаціях у Женеві.
У 2016—2021 рр. — директор Департаменту інформації та зв'язків з громадськістю МЗС Литви.
З 2021 року — Постійний представник Литви при Організації Об'єднаних Націй, Нью-Йорк.

## Акторська робота
- У дитинстві знявся на Литовській кіностудії в одній із головних ролей у художньому фільмі «Шістнадцятирічні» (1986)[3].